# Terry Smith
Terry James Smith (Syracuse, 10 febbraio 1986) è un cestista statunitense naturalizzato armeno.

## Palmarès

### Club
- Campionato bulgaro: 1

Academic Sofia: 2015
- Supercoppa di Svizzera: 1

Lions de Genève: 2018
- Coppa di Lega svizzera: 1

Lions de Genève: 2019

### Individuale
- MVP Coppa di Lega svizzera: 1

2019